# Boldogság.hu
Boldogság.hu (węg. Szczęście.hu) – siedemnasty album węgierskiego zespołu Republic. Był to dziesiąty album studyjny tego zespołu. Został wydany na CD i MC przez MI5 Records w 1999 roku.

## Lista utworów
1. „Ne meneküljek!” - 1:29
2. „A kisdobos” - 4:11
3. „Kurdisztánba a hegyek közé” - 4:01
4. „Négy indián” - 2:55
5. „Vízöntő” - 4:21
6. „Soha ne menj oda” - 3:09
7. „Ébredni hosszú álomból” - 4:55
8. „A víz alatt” - 3:55
9. „Róka jár az udvaron” - 2:21
10. „Kísérlet” - 3:35
11. „Nem jöttél, nem is írtál” - 4:12
12. „A szerelő” - 4:51
13. „Ima a vándorokért” - 3:14
14. „Lajhár” - 3:37
15. „Kis borzasztó” - 3:02
16. „Csodákban lépkedem” - 1:42

## Skład zespołu
- László Attila Nagy - instrumenty perkusyjne
- Tamás Patai - gitary
- Zoltán Tóth - gitary, fortepian
- Csaba Boros - gitara, gitara basowa
- László Bódi - organy, fortepian, wokal